# Nervijuncta hudsoni
Nervijuncta hudsoni är en tvåvingeart som först beskrevs av Marshall 1896.  Nervijuncta hudsoni ingår i släktet Nervijuncta och familjen hårvingsmyggor. Inga underarter finns listade i Catalogue of Life.